# Maria Taferl
Maria Taferl är en ort och kommun  i Österrike. Den ligger i distriktet Melk i förbundslandet Niederösterreich, 90 km väster om huvudstaden Wien. Kommunen har 979 invånare (2024).
Maria Taferl är den näst mest besökta vallfartsorten i Österrike, efter Mariazell. Kyrkan ligger på en ås med utsikt över Donau.
Ursprungligen fanns här uppe på en bergsås en kultplats med vad man tror ett offeraltare, som numera står på Kirchplatz. Här växte även ekar och en tavla med krucifix uppsattes. Från 1630- och 1640-talet finns flera berättelser om personer som blivit helade och botade vid denna plats. En borgmästare i Krummnussbaum ersatte tavlan med en Mariaskulptur 1642 och blev fri från sina besvär. Alltfler besökte platsen och pilgrimsvandringar hit, "till tavlan" (zum Taferl), blev vanliga. Den stora vallfartskyrkan grundlades 1660 och hade Georg Gerstenbrand och Carlo Lurago som byggmästare. Avslutningsvis utförde Jakob Prandtauer kupolen 1708–1710. Interiören präglas av marmor, guld och silver. Tak och takvalv är dekorerade med fresker av Antonio Beduzzi. Längs långhusets båda sidor finns slutna biktstolar. Predikstolen är förgylld; här ses de fyra evangelisterna. En förgylld baldakin sitter under ljudtaket. Högaltaret är sammanbyggt med dörrar till sakristian och över dessa statyer föreställande profeterna Jesaja och Jeremia. I mitten av högaltaret ses en pietàbild. Kyrkan har även krypta och skattkammare. Den utsågs till basilica minor 1947.
Kommunen består av åtta orter (Ortschaften) (inom parentes invånarantal 1 januari 2024):

- Hilmanger (93)
- Maria Taferl (291)
- Obererla (166)
- Oberthalheim (72)
- Reitern (137)
- Untererla (82)
- Unterthalheim (118)
- Wimm (20)